# Татјана Ћеремиџић
Татјана Ћеремиџић (Сарајево, 2. јануар 1976) је професор са звањем доцента на Универзитету у Источном Сарајеву. Звање доцента на наставном предмету ритмичка гимнастика и плес добила је у фебруару 2011. године. Татјана Ћеремиџић је објавила тринаест радова научно-истраживачког карактера.

## Биографија
Татјана Ћеремиџић рођена 2. јануара 1976. године у Сарајеву, гдје је завршила основну школу. Средњу Електротехничку школу завршила је у Сокоцу. Дипломирала је у фебруару 2000. године на Факултету физичке културе Универзитета у Српском Сарајеву. У октобру 2000. године запослила се на истом факултету у звање асистента на наставном предмету ритмичко-спортска гимнастика и плес, гдје је претходно двије године била и демонстратор. Магистрирала је на Факултету физичке културе у Источном Сарајеву 14. 11. 2006. године на тему "Ефекти програмираног рада на базичне моторичке способности (флексибилност и координацију) и њихов утицај на извођење сложених моторичких структура у ритмичкој гимнастици". Звање вишег асистента на анставном предмету Ритмичко-спортска гимнастика и плес је добила 23. јануара 2007. године. Докторску дисертацију под називом "Релације антрополошких димензија са успјехом у ритмичкој гимнастици и плесовима" успјешно је одбранила у јулу 2009. године на Факултету физичког васпитања и спорта Универзитета у Источном Сарајеву. Звање доцента на наставном предмету Ритмичка гимнастика и плес добила је у фебруару 2011. године. Била је ментор на два магистарска и четири дипломска рада, као и предсједник и члан Комисије за одбрану магистарских радова.
Дужи низ година активно се бавила спортском гимнастиком и плесом, гдје је постизала запажене резултате. Удата је и мајка двоје дјеце.
Објавила је тринаест радова научно-истраживачког карактера. Радови су објављени у стручним и научним часописима у земљи и иностранству.